# Andalusische Kadenz
Andalusische Kadenz (spanisch cadencia andaluza),  gelegentlich auch als Spanische Kadenz bezeichnet, ist der Oberbegriff für harmonische, meist vier- bis achttaktige Akkord-Klischees der spanischen, insbesondere andalusischen Unterhaltungs- und Volksmusik und des Flamenco, die als Ostinato oder für Kadenzen des modo de mi (dem phrygischen Modus im System der Kirchentonarten) verwendet werden. Auch in der Rock- und Popmusik sind die besonders geläufigen Formen des Modells anzutreffen.

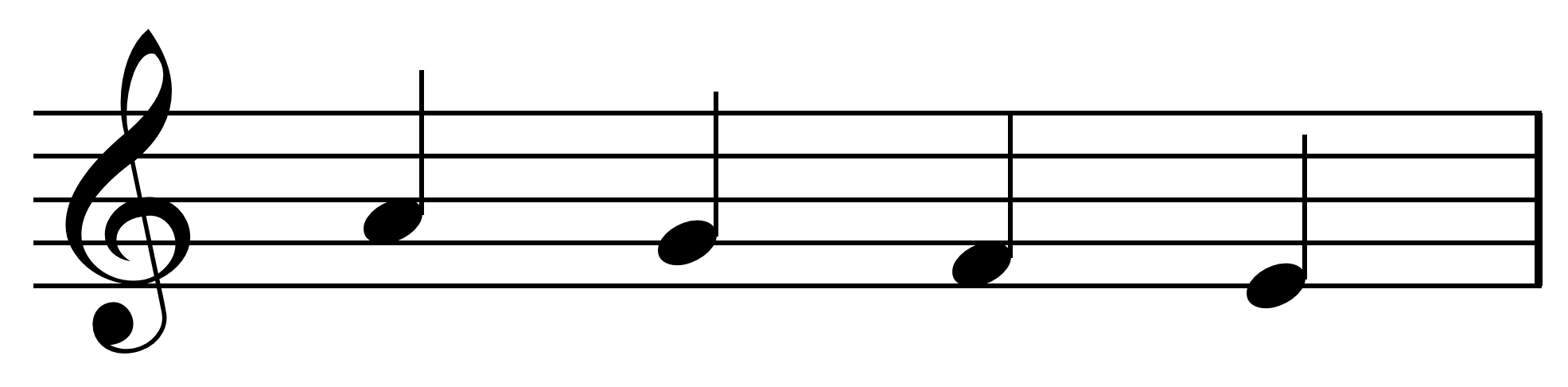
Phrygischer Tetrachord

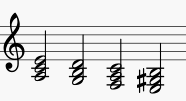
Andalusische Kadenz im modo de mi (e-Phrygisch) Datei:Andalusische kadenz.ogg

## Beschreibung
Eine der elementaren Formen des Modells besteht aus einem absteigenden Tetrachord des Basses, dessen Töne in der volkstümlichen Praxis als Grundtöne von Moll- und Durakkorden harmonisiert werden. Die dadurch entstehende mixturartige Stimmführung mit offenen Quintparallelen (und bei in der Oktave verdoppelten Basstönen auch Oktavparallelen) trägt wesentlich zum charakteristischen Klangbild des Modells bei und dürfte ihren Ursprung in der Grifftechnik der Gitarre haben.
Kompositionsgeschichtlich sind die artifiziellen Ausarbeitungen des absteigenden Tetrachords bedeutsam, für die sich in der Musikwissenschaft und Musiktheorie die Bezeichnung Lamentobass etabliert hat. Bei diesem handelt es sich jedoch zumeist nicht um das Phänomen der Andalusischen Kadenz im eigentlichen Sinne, sondern um Bassmodelle mit einem phrygischen Halbschluss.

### Harmonische Analyse
Im Kontext des für die populären Genres der spanischen Musik als charakteristisch empfundenen modo de mi wird die Andalusische Kadenz zumeist als schlussfähiges Akkordmodell interpretiert. Die Harmonisierung der Finalis als Dur-Akkord entspricht der Praxis der bereits im 16. Jahrhundert als Schlussklang gebräuchlichen Picardischen Terz.
Während das Modell stufentheoretisch problemlos als iv-III-II-I (in e-Phrygisch: Am-G-F-E) zu bezeichnen ist, stößt eine Deutung mittels der Terminologie der weitgehend auf die Harmonik des Dur-Moll-Systems beschränkten Funktionstheorie auf Schwierigkeiten. Zwar lässt sich die IV. Stufe als s (Moll-Subdominante), die III. Stufe als tP (Durparallele des Tonika-Mollakkords) und die I. Stufe als T (verdurte Tonika) auffassen, eine Interpretation der II. Stufe als sG (Dur-Gegenklang  der Subdominante) entspricht jedoch nicht der Funktion dieser Stufe, die hier als eine für die spanische Musik stilbildende „phrygische Dominante“ zu deuten ist. Als funktionsharmonisches Sigel bietet sich daher D (Dominante) an, zumal sich durch den modalen Kontext dieses Kadenztyps eine Fehlinterpretation der Dominante als Akkord der tonalen V. Stufe zumeist ausschließen lässt. Dass die Funktion der II. Stufe auch in der musikalischen Praxis als dominantisch aufgefasst wird, wird durch die häufige Realisation dieser Stufe als vierstimmiger Akkord mit hinzugefügter, oftmals erhöhter Sexte bestätigt.

#### Andalusische Kadenz und phrygischer Halbschluss
Gelegentlich wird die Andalusische Kadenz entgegen ihrer in der spanischen Musik bevorzugten Verwendung nicht als Ganzschluss in einem modalen Kontext, sondern als tonaler Halbschluss auf der Dominante gedeutet. In diesem Fall lässt sich das Modell stufentheoretisch als i - bVII - bVI - V darstellen. In funktionstheoretischer Deutung beginnt das Modell auf der Tonika einer Molltonart und endet auf deren Dominante. Die dazwischen liegenden Akkorde können als dP (Parallele der vermollten Dominante) und als tG (Gegenklang der Tonika) interpretiert werden.
Ob das Harmoniemodell als ganz- oder halbschlüssige Kadenzformel auszulegen ist, lässt sich zumeist aus dem Kontext ableiten: In Kompositionen mit Dur-Moll-Tonalität
ist die Kadenz meist als halbschlüssig zu deuten, da der letzte Akkord eine Dominantfunktion hat, die wieder zum Anfangsakkord zurückführt. In modaler Musik, insbesondere wenn diese stilistische Elemente des Flamenco aufweist, überwiegt die Verwendung als ganzschlüssige Kadenzformel, wobei nur in diesem Fall die Bezeichnung des Modells als „Andalusische Kadenz“ terminologisch gerechtfertigt erscheint.

## Verwendung

### Die Andalusische Kadenz und verwandte Erscheinungen in der Pop- und Rockmusik
Da die Andalusische Kadenz oder ihre harmonischen und motivischen Ableger naturgemäß in unzähligen Kompositionen der spanischen Popularmusik vorkommen, entweder als dominierende und ostinate Akkordprogression, wie z. B. in der mehrfach gecoverten Komposition Todo tiene su fin (1969) der madrilener Rockgruppe Módulo, oder als Formteil, wie im Refrain des international erfolgreichen The Ketchup Song von Las Ketchup, werden nachfolgend nur Beispiele aus dem Bereich angloamerikanisch beeinflusster Musikstücke aufgeführt, wobei kurze Quartfallmotive ohne kadenzierende Funktion im Prinzip nicht mehr unter den voranstehend abgehandelten Begriff fallen.

#### Andalusische Kadenzen als dominantes Strukturmerkmal
- Dicke von Marius Müller-Westernhagen (ostinate Andalusische Kadenz über jeweils 8 Takte)
- In the Year 2525 von Zager & Evans (ostinate Andalusische Kadenz über jeweils 8 Takte)
- April (1. und 3. Teil) von Deep Purple (ostinate Andalusische Kadenz über jeweils 8 Takte)
- The burning Red von Machine Head (ostinate Andalusische Kadenz über jeweils 8 Takte)
- One More Cup of Coffee (Valley Below) von Bob Dylan (ostinate Andalusische Kadenz über jeweils 8 Takte in den Strophen und instrumentalen Zwischenspielen)

#### Harmonische Quartfallprogressionen mit phrygischem Halbschluss als untergeordnetes Strukturprinzip
- Don’t Let Me Be Misunderstood (Strophe: zweimaliger harmonischer Quartfall mit phrygischem Halbschluss, jeweils 4 Takte)
- Sultans of Swing von den Dire Straits (Jeweils 1. und 2. Strophenzeile mit phrygischem Halbschluss, jeweils 4 Takte)[3]
- Nights In White Satin von Moody Blues (Beginn des Flötensolos: zweimaliger harmonischer Quartfall über jeweils 4 Takte mit phrygischem Halbschluss)

#### Die Andalusische Kadenz als kurzes stilistisches Zitat
- Innuendo von Queen (dreimal wiederholte Andalusische Kadenz in zwei instrumentalen Zwischenspielen, zunächst mit Flamencogitarre, dann als E-Gitarren-Solo)

#### Zweitaktige Quartfallmotive ohne Kadenzwirkung
- Hit the Road Jack von Percy Mayfield (zweitaktiges Quartfall-Ostinato mit phrygischer Halbschlusswendung)
- Ice Cream Man von Tom Waits (zweitaktiges Quartfall-Ostinato mit phrygischer Halbschlusswendung)